# Chiesa di Santa Maria Assunta (Pramaggiore)
La chiesa di Santa Maria Assunta è la parrocchiale di Blessaglia, frazione di Pramaggiore, in città metropolitana di Venezia e diocesi di Concordia-Pordenone; fa parte della forania del Basso Livenza.

## Storia
Si sa che, nel Medioevo, la chiesa di Blessaglia era filiale della pieve di Lorenzaga.
L'attuale chiesa di Blessaglia fu edificata all'inizio del XVI secolo e divenne parrocchiale nel 1537. 
Dal resoconto di Carlo Bulfon, parroco di Blessaglia, si sa che la chiesa non subì danni durante la Seconda guerra mondiale.
L'edificio è stato oggetto di una ristrutturazione tra il 2007 e il 2010.

## Descrizione
La chiesa di Blessaglia, simile ad altre chiese cinquecentesche della zona, tra le quali ricordiamo le parrocchiali di Meduna di Livenza, di Portovecchio e di Salvarolo e la chiesa di Quartarezza, è la più grande dell'intero comune di Pramaggiore.
All'interno della chiesa si possono ammirare vari affreschi, dipinti nel Cinquecento e riconducibili alla scuola di Pomponio Amalteo, e una statua raffigurante la Madonna, scolpita nel 1899 dal Besarel.